# Greektown (Detroit)
Greektown es un distrito histórico comercial y de entretenimiento en el Detroit, Míchigan, ubicado al noreste del corazón del Downtown, a lo largo de la avenida Monroe entre las calles Brush y St. Antoine. Está situado entre Renaissance Center, Comerica Park y Ford Field. Lleva el nombre de la histórica comunidad de inmigrantes griegos de principios del siglo XX y todavía tiene restaurantes de temática griega. Sus edificios notables incluyen la iglesia de Santa María, la Segunda Iglesia Bautista, el Athenium Suite Hotel y el Greektown Casino-Hotel. Fue incluido en el Registro Nacional de Lugares Históricos en 1982. Es el lugar del desfile de la comunidad griega en marzo. Cuenta con la estación Greektown del Detroit People Mover. 

## Historia

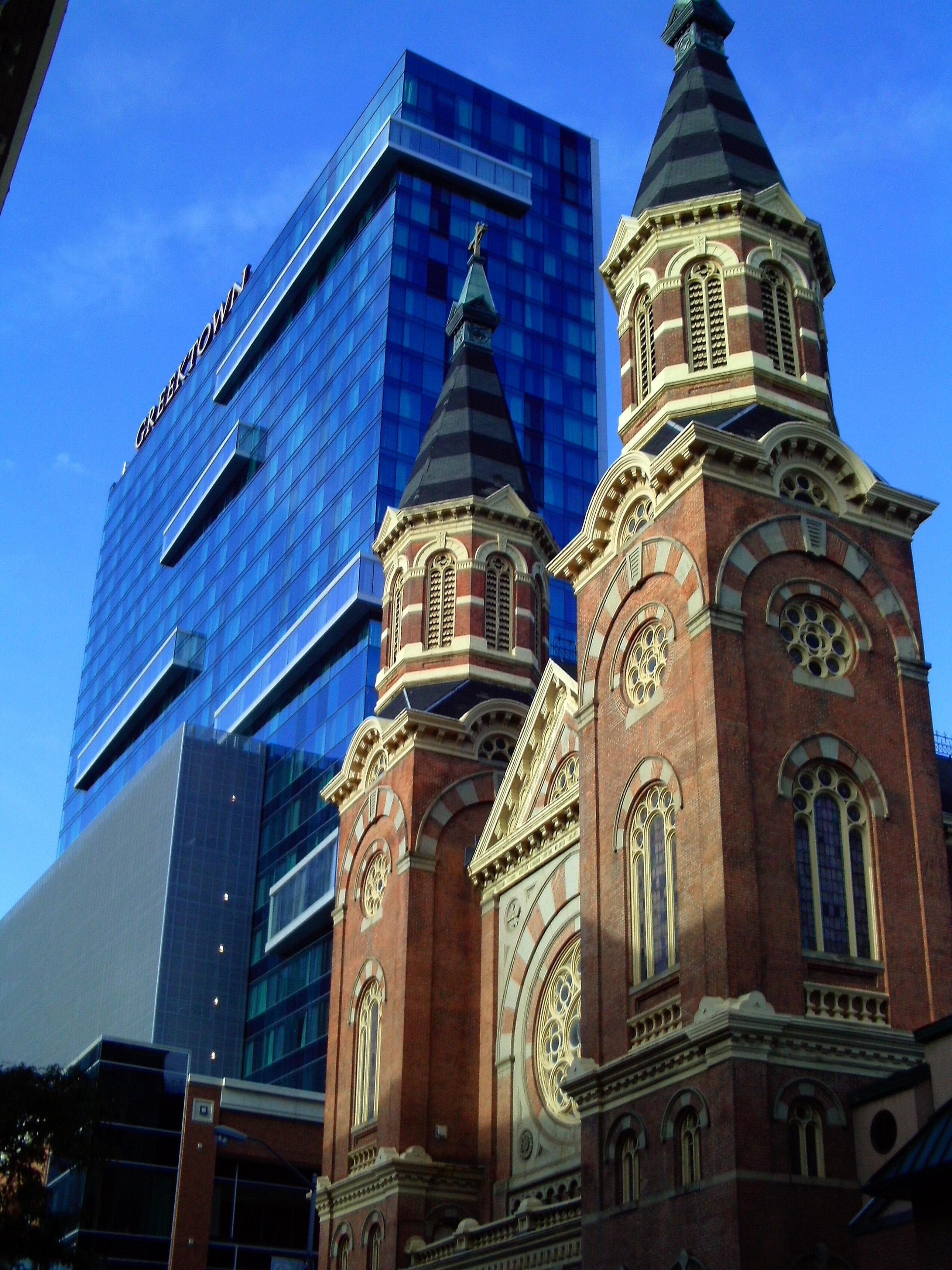
La iglesia de Santa María con el Greektown Casino Hote en segundo plano.

El área conocida hoy como Greektown fue colonizada por primera vez en la década de 1830 por inmigrantes alemanes, quienes crearon un vecindario principalmente residencial en el área. Sin embargo, en los primeros años del siglo XX, la mayoría de los residentes étnicos alemanes, que se habían establecido en la ciudad, comenzaron a mudarse del vecindario a áreas residenciales más nuevas más alejadas del centro. Cuando se fueron, una nueva ola de inmigrantes griegos se mudó a esta vivienda más antigua. Theodore Gerasimos fue el primer inmigrante griego documentado en Detroit. Los griegos recién llegados pronto establecieron sus propios negocios en el vecindario.
Para la década de 1920, el área estaba desarrollando más estructuras comerciales y los residentes griegos comenzaron a mudarse a su vez a viviendas más nuevas. Pero los restaurantes, tiendas y cafeterías que establecieron permanecieron. Los siguientes treinta años trajeron una mezcla de inmigrantes a los pocos espacios residenciales que quedaban en el vecindario. La remodelación en la década de 1960 llevó a que el vecindario se convirtiera en el sitio de nuevos edificios municipales y estacionamiento.
Al darse cuenta de que el vecindario culturalmente significativo estaba en riesgo, los líderes étnicos griegos de Detroit se unieron. Con la ayuda de la oficina del alcalde, se mejoraron el paisaje urbano y los exteriores de los edificios, y se instaló alumbrado público adicional. El barrio organizó un festival griego en 1966, programado para coincidir con las celebraciones del 4 de julio. El festival fue un éxito y se prolongó durante años hasta que la participación creció demasiado. En ese momento, Greektown estaba firmemente establecido en Detroit. El distrito histórico de Greektown fue incluido en el Registro Nacional de Lugares Históricos en 1982.

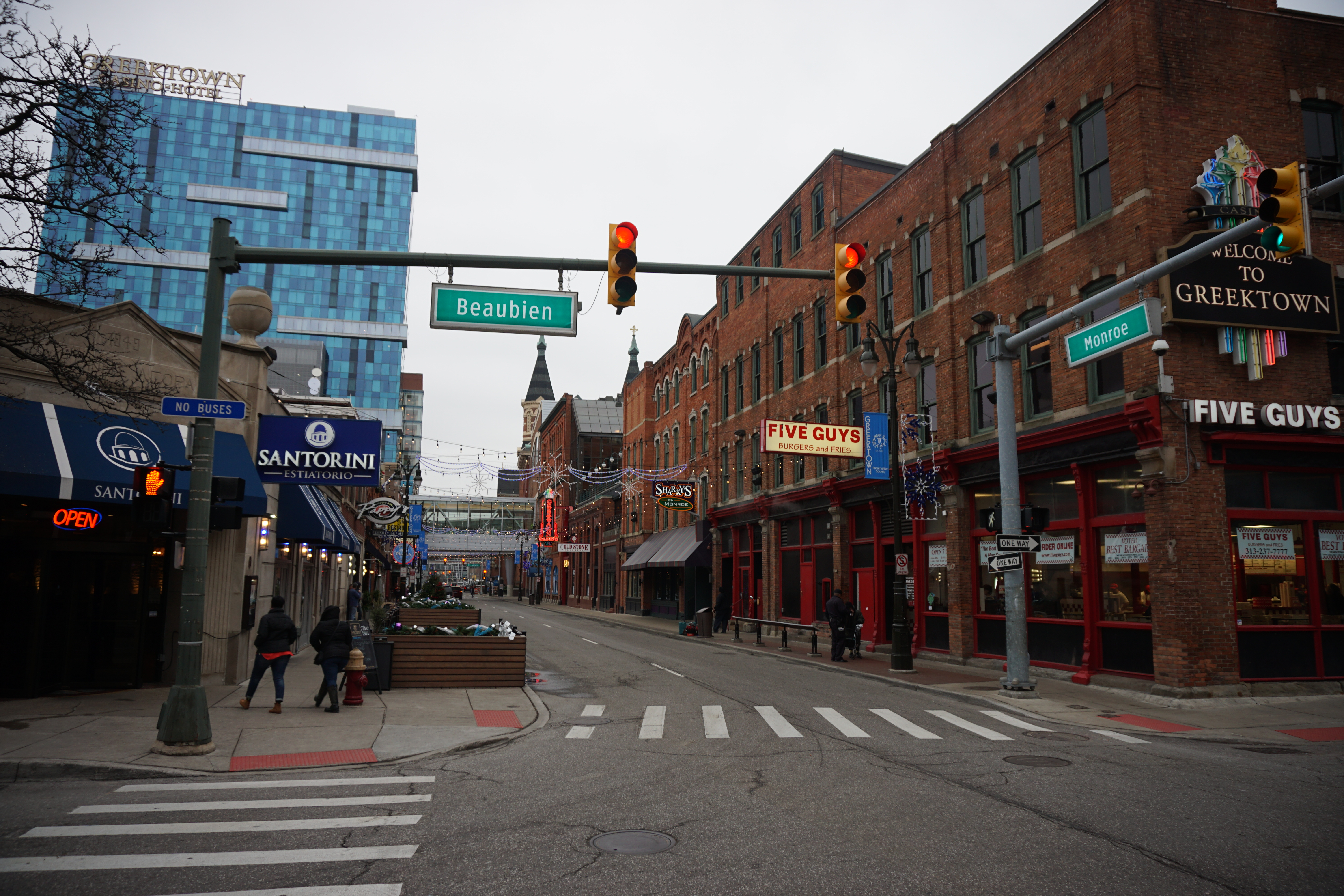
Monroe Street en Greektown.

Los cambios continúan y, en junio de 2012, solo tres restaurantes griegos completos permanecían en Greektown. Ciertos edificios de la calle Monroe presentan temas relacionados con el mítico Pegaso y estructuras griegas históricas como el Partenón y otras arquitecturas en la Antigua Grecia. La música griega se reproduce en la calle Monroe durante todo el día. El Detroit People Mover tiene la estación Greektown en la calle Beaubien entre las avenidas Monroe y Lafayette.